# Eucosma flavispecula
Eucosma flavispecula là một loài bướm đêm thuộc họ Tortricidae. Nó được tìm thấy ở Trung Quốc (Tianjin, Hebei, Shanxi, Inner Mongolia, Heilongjiang, Zhejiang, Shaanxi, Ningxia), Mông Cổ, Nga, Kazakhstan và châu Âu, ở đó nó is được tìm thấy ở Phần Lan, from Đức to Ý và in Hungary, România và Ukraina.
Sải cánh dài 14–18 mm. Con trưởng thành bay từ the end of tháng 6 đến tháng 8.
Ấu trùng ăn Centaurea jacea.